# Tukan-Preis

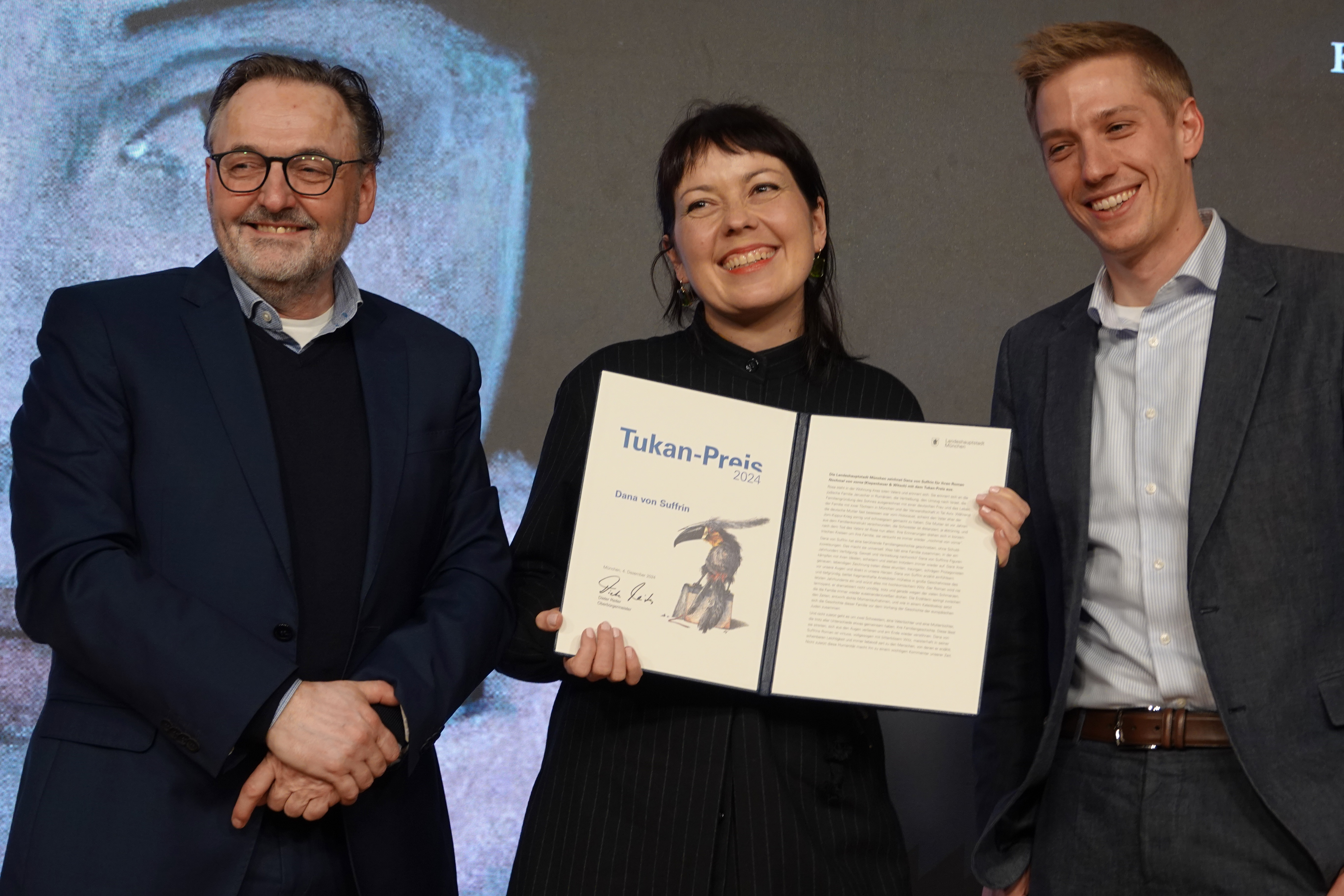
Tukan-Preis 2024 an Dana von Suffrin. Li: Kulturreferent Anton Biebl, re: 2. Bürgermeister München, Dominik Krause

Der Tukan-Preis der Landeshauptstadt München wird jährlich für die sprachlich, formal und inhaltlich herausragende literarische Neuerscheinung eines Münchner Autors/einer Münchner Autorin verliehen. Er ist mit 6.000 Euro dotiert.
Eine Jury trifft in mehreren Sitzungen die Auswahl aus allen belletristischen Neuerscheinungen von Münchner Autoren. Ihr gehören sechs Fachjuroren und fünf Mitglieder des Münchner Stadtrats an. Die Verleihung erfolgt in Zusammenarbeit mit dem Tukan-Kreis.
Gegründet wurde der Tukan-Preis im Jahr 1965 von der Landeshauptstadt München auf Anregung von Rudolf Schmitt-Sulzthal, dem Gründer und damaligen Leiter des Tukan-Kreises. Von 1967 an bis 1991 wurde der Tukan-Preis im Zwei-Jahres-Rhythmus an drei bis sechs Autoren für ein förderungswürdiges literarisches Werk vergeben. Seit der Novellierung der Richtlinien für die Vergabe im Jahr 1991 wird der Tukan-Preis jährlich verliehen; es wird jedoch nur noch ein einziges Buch ausgezeichnet.

## Preisträger
1965 bis 1991
- 1965: Paul Mommertz, Anton Sailer, Georg Schwarz, Roland Ziersch, Alfons von Czibulka, Horst Lange, Otto von Taube
- 1966: Rudolf Schmitt-Sulzthal, Eugen Skasa-Weiß, Isabella Nadolny, Gunter Groll, Carola von Crailsheim, Curt Hohoff
- 1967: Karl Ude, Oliver Hassencamp, Nina Keller
- 1969: Toni Sailer, Wilhelm Lukas Kristl, Christa Reinig, Günter Spang, Heinrich Fischer, Tankred Dorst
- 1971: Herbert Asmodi, Angelika Mechtel, Heinz Piontek, Martin Gregor-Dellin, Rolf Flügel
- 1973: Marianne Langewiesche, Wolfgang Petzet, Kuno Raeber
- 1975: Wolfgang Bächler, Charlotte Birnbaum, Heinz Coubier, Armin Eichholz, Herbert Günther, Helmut Walbert
- 1977: Ernst Günther Bleisch, Karl Hoche, Ursula Knöller, Irina Korschunow, Herbert Rosendorfer, Herbert Schlüter
- 1979: Carl Amery, Janosch, Kurt Seeberger
- 1981: Hermann Stahl, Carl Borro Schwerla, Franz Freisleder, Dagmar Nick, Jörg Krichbaum, Barbara Bronnen
- 1983: Michael Krüger, Rudolf Riedler, Barbara König, Carlamaria Heim, Jörg Graser, Grete Weil
- 1985: Walter Kolbenhoff, Hans F. Nöhbauer
- 1987: Uwe Dick, Eberhard Horst, Michael Wachsmann, (Patrick Süskind, abgelehnt)
- 1989: Herbert Achternbusch, Barbara Maria Kloos, Fred Hepp
- 1991: Günter Herburger

Seit 1992

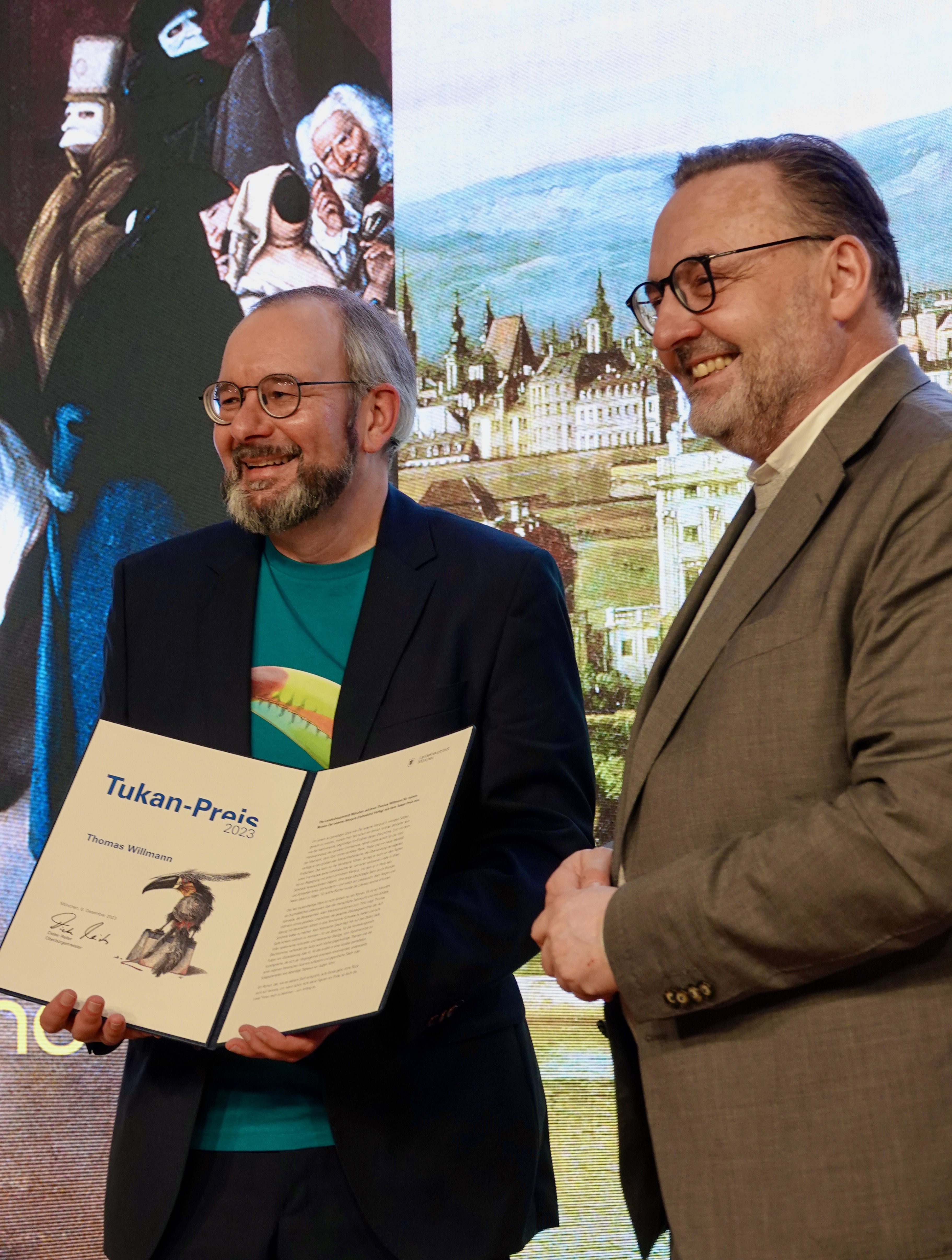
Tukan-Preis 2023 für Thomas Willmann, überreicht von Kulturreferent Anton Biebl (re)

- 1992: Uwe Dick, Pochwasser. Eine Biographie ohne Ich
- 1993: Helmut Krausser, Melodien oder Nachträge zum quecksilbernen Zeitalter
- 1994: Maxim Biller, Land der Väter und Verräter
- 1995: Christine Scherrmann, Frau mit grünen Schuhen, und Hans Pleschinski, Brabant
- 1996: Ernst Augustin. Gutes Geld
- 1997: Klaus Böldl, Studie in Kristallbildung
- 1998: Günter Ohnemus, Der Tiger auf deiner Schulter
- 1999: Susanne Röckel, Chinesisches Alphabet – Ein Jahr in Shanghai
- 2000: Hassouna Mosbahi, Rückkehr nach Tarschisch und die Übersetzerin Regina Karachouli
- 2001: Uwe Timm, Rot
- 2002: Hans Pleschinski, Bildnis eines Unsichtbaren
- 2003: Simon Werle, Der Schnee der Jahre
- 2004: Thomas Meinecke, Musik
- 2005: Thomas Palzer, Ruin
- 2006: Friedrich Ani, Idylle der Hyänen
- 2007: Fridolin Schley, Wildes schönes Tier
- 2008: Christine Wunnicke, Serenity
- 2009: Robert Hültner, Inspektor Kajetan kehrt zurück
- 2010: Benjamin Stein, Die Leinwand
- 2011: Steven Uhly, Adams Fuge
- 2012: Marc Deckert, Die Kometenjäger
- 2013: Dagmar Leupold, Unter der Hand
- 2014: Nina Jäckle, Der lange Atem
- 2015: Lilian Loke, Gold in den Straßen
- 2016: Björn Bicker, Was glaubt ihr denn. Urban Prayers
- 2017: Jonas Lüscher, Kraft
- 2018: Susanne Röckel, Der Vogelgott
- 2019: Herbert Kapfer, 1919. Fiktion
- 2020: Markus Ostermair, Der Sandler
- 2021: Fridolin Schley, Die Verteidigung
- 2022: Martin Kordić, Jahre mit Martha
- 2023: Thomas Willmann, Der eiserne Marquis
- 2024: Dana von Suffrin, Nochmal von vorne